# Arto Bryggare
Arto Kalervo Bryggare (ur. 26 maja 1958 w Kouvoli) – fiński lekkoatleta, medalista olimpijski (1984), poseł do Eduskunty dwóch kadencji.

## Życiorys
Specjalizował się w biegu na 110 m przez płotki. W trakcie kariery sportowej był trenowany m.in. przez Anttiego Kalliomäkiego. Trzykrotnie wziął udział w igrzyskach olimpijskich (1980, 1984, 1992), zdobywając brązowy medal w Los Angeles w 1984. Wywalczył także medale mistrzostwa świata i Europy.
Ukończył studia w Helsińskiej Wyższej Szkole Ekonomii. W 1998 został radnym regionu Uusimaa. W latach 1995–1999 i 2003–2007 zasiadał w Eduskuncie z ramienia Socjaldemokratycznej Partii Finlandii.

## Osiągnięcia sportowe i rekordy życiowe
Osiągnięcia sportowe
- brązowy medal igrzysk olimpijskich (bieg na 110 m przez płotki, Los Angeles 1984)
- srebro mistrzostw świata (bieg na 110 m przez płotki, Helsinki 1983)
- 3 medale mistrzostw Europy (bieg na 110 m przez płotki):
  - Praga 1978 – brąz
  - Ateny 1982 – brąz
  - Stuttgart 1986 – srebro
- 5 medali halowych mistrzostw Europy
  - San Sebastián 1977 – brąz (bieg na 60 m przez płotki)
  - Wiedeń 1979 – srebro (bieg na 60 m przez płotki)
  - Grenoble 1981 – złoto (bieg na 50 m przez płotki)
  - Budapeszt 1983 – srebro (bieg na 60 m przez płotki)
  - Liévin 1987 – złoto (bieg na 60 m przez płotki)
- złoty medal mistrzostw Europy juniorów (bieg na 100 m przez płotki, Donieck 1977)
- wielokrotny mistrz i rekordzista Finlandii

Rekordy życiowe
- bieg na 110 m przez płotki – 13,35 s (1984) rekord Finlandii
- bieg na 50 m przez płotki – 6,47 s (1981) rekord Finlandii
- bieg na 60 m przez płotki – 7,56 s (1983) rekord Finlandii
- bieg na 110 m przez płotki (hala)[3] – 13,58 s (1982)
- bieg na 50 jardów przez płotki (hala)[3] – 6,22 s (1978)